# Heil (Familienname)
Heil ist ein deutscher Familienname.

## Namensträger
- Adalbert Heil (1907–1999), deutscher Pfarrer
- Alfred Heil (* 1921), deutscher Sportfunktionär und Journalist
- Andreas Heil (* 1969), deutscher Klassischer Philologe
- Anna-Maria Heil (* 1995), österreichische Tennisspielerin
- Axel Heil (* 1965), deutscher Künstler
- Bob Heil (1940–2024), US-amerikanischer Tontechniker
- Christoph Heil (* 1965), deutscher römisch-katholischer Theologe
- Erik Heil (* 1989), deutscher Regattasegler
- Georg Heil (* 1977), deutscher Journalist
- Gerhard Heil (1929–2016), deutscher Richter am Bundespatentgericht
- Gerlinde Heil (* 1964), österreichische Didaktikerin
- Günter Heil (1928–1990), deutscher Klassischer Philologe
- Gunzi Heil, deutscher Musiker, Kabarettist und Literat
- Hans B. Heil (1919–2006), deutscher Bankier
- Hermann Heil (1935–2018), dänisch-deutscher Verbandsfunktionär, Hauptgeschäftsführer des Bundes Deutscher Nordschleswiger
- Hubert Heil (1931–2019), hessischer Landtagsabgeordneter (CDU) und Gewerkschaftsführer
- Hubertus Heil (* 1972), deutscher Politiker (SPD) und Bundesminister
- Jander Heil (* 1997), estnischer Leichtathlet
- Jennifer Heil (* 1983), kanadische Skisportlerin
- Jerry Heil (* 1995), ukrainische Singer-Songwriterin, Synchronsprecherin, YouTuberin und Aktivistin
- Johannes Heil (Historiker) (* 1961), deutscher Historiker
- Johannes Heil (Produzent) (* 1978), deutscher Musiker
- Julius P. Heil (1876–1949), US-amerikanischer Politiker
- Jürgen Heil (* 1997), österreichischer Fußballspieler
- Kenneth D. Heil (* 1941), US-amerikanischer Botaniker
- Lothar Heil (1928–2021), deutscher Turner und Turntrainer
- Mario Heil de Brentani (1908–1982), deutscher Schriftsteller, Sachbuchautor und Zeitschriftenherausgeber
- Martina Meyer-Heil (* 1961), deutsche Künstlerin
- Matthäus Heil (* 1960), deutscher Althistoriker
- Mechthild Heil (* 1961), deutsche Politikerin (CDU)
- Ogechika Heil (* 2000), deutscher Fußballspieler
- Oliver Heil (* 1988), deutscher Fußballspieler
- Oskar Heil (1908–1994), deutscher Physiker
- Paul R. Heil (?–1979), deutscher Architekt, Regisseur und Firmengründer
- Reinhold Heil (* 1954), deutscher Musiker
- Ruth Heil (* 1947), deutsche Autorin
- Seff Heil (Josef Heil; 1929–2000), deutscher Volkstumspfleger und Volkskundler
- Uta Heil (* 1966), deutsche evangelische Kirchenhistorikerin